# Carlo Giacomelli
Carlo Giacomelli (fl. XX secolo) è stato un calciatore italiano, di ruolo difensore.

## Carriera

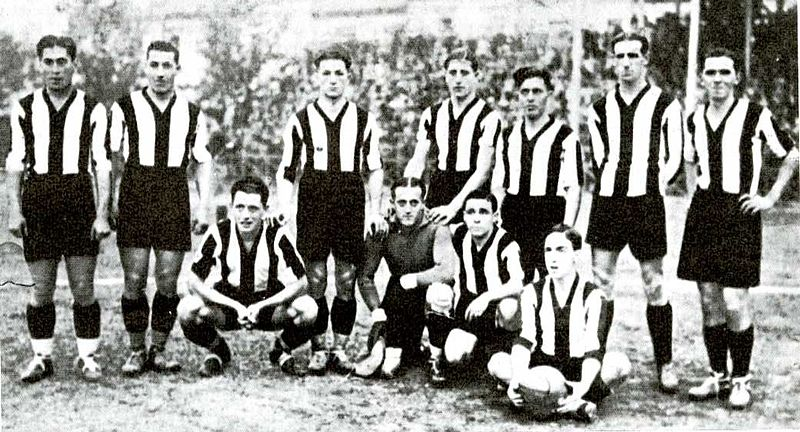
La Fiorentina nel 1928-29, da sinistra;Tommasi, Staccione, Paniati, Meucci, Salvatorini, Borgato e Pilati Accosciati; De Santis, Sernagiotto, Bassi e Giacomelli.

Nella stagione 1927-1928 milita nella Pistoiese in Prima Divisione.
Successivamente con la Fiorentina gioca 13 gare in massima serie nella stagione 1928-1929 e 11 partite in Serie B nella stagione 1929-1930.

## Palmarès

### Club

#### Competizioni nazionali
- Coppa Arpinati: 1

Pistoiese: 1927